# Revanșism

Alsacia și Lorena în componența Imperiului German – ținta revanșismului francez după 1871

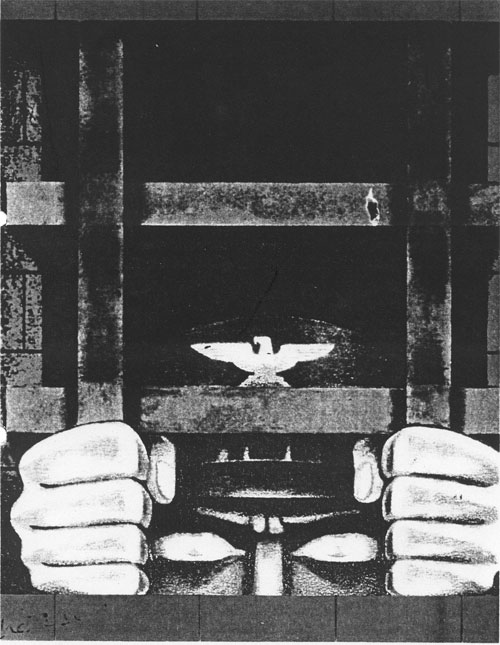
„Germania” după Tratatul de la Versailles

Revanșismul (din franceză revanche – revanșă, răzbunare) este o aspirație a unei țări (de asemenea poate fi și un partid politic, grup social, ș.a.), de a obține răzbunare prin revizuirea rezultatelor provocate de o înfrângere militară sau politică. Spre deosebire de termenul neutru de „revanșă,” conceptul de „revanșismoar” poartă o conotație mult mai amplă și nu se aplică la orice parte perdantă, ci doar statului inițiator al unei agresiuni provocate și nedrepte.
Revanșismul începe de la subestimare și tăcere până la negarea completă a vinei pentru propriile acte de agresiune. Pot urma acte de elaborare a unui nou război, sub pretextul răzbunării înfrângerii suferite și pentru recuperarea teritoriilor pierdute anterior. 
În absența unor constrângeri, simpla dorința de răzbunare din cuvinte, sloganuri și recursuri, de multe ori, se transformă în ideologie și devine unul dintre pilonii politicii de stat (ca, de exemplu, în Germania după Primul Război Mondial).
Pentru prima dată, termenul a fost întrebuințat în Franța, în anii 1870, și făcea referință la dorința acesteia de a-și reîntoarce Alsacia și Lorena, cedate Imperiului German în 1871, ca urmare a războiului Franco-Prusac.

## Exemple
- Revanșism francez, ca urmare a înfrângerii în războiul Franco-Prusac.
- Revanșism bulgar, ca urmare a înfrângerii în al doilea Război Balcanic.
- Revanșism german, ca urmare a înfrângerii în Prima conflagrație mondială.
- Revanșism maghiar, ca urmare a Tratatului de la Trianon, în care Ungaria a suferit importante pierderi teritoriale, prin care unele zone populate majoritar de maghiari au rămas în afara frontierelor Ungariei.
- Revanșism italian
- Revanșism finlandez, ca urmare a pierderilor teritoriale suferite în Războiul de Iarnă.
- Revanșism japonez
- Revanșism românesc, ca urmare a ocupației sovietice a Basarabiei și Bucovinei de Nord și a Tratatului de la Craiova